# Peltis fraterna
Peltis fraterna is een keversoort uit de familie schorsknaagkevers (Trogossitidae). De wetenschappelijke naam van de soort werd in 1838 gepubliceerd door Randall.